# Horní Sedlo
Horní Sedlo, bis 1947 Sedlo, (deutsch Paß) ist ein Ortsteil von Hrádek nad Nisou (Grottau) im Okres Liberec im Liberecký kraj in Tschechien.

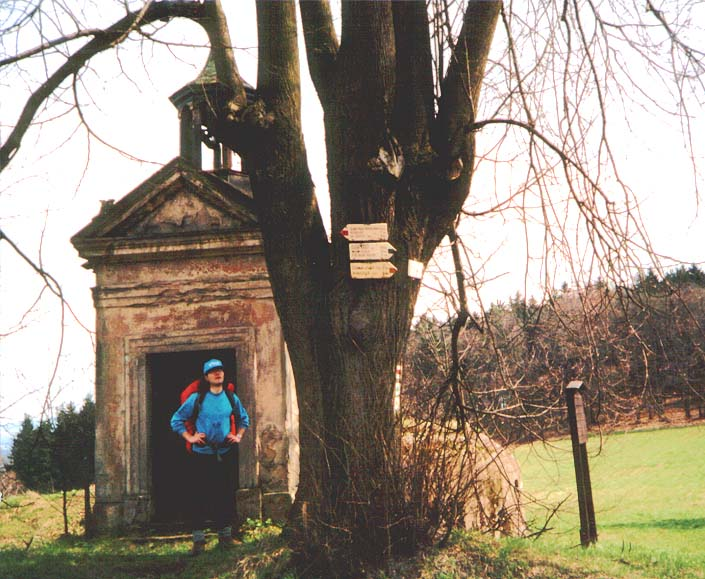
Kapelle, Linde und Bunker in Horní Sedlo

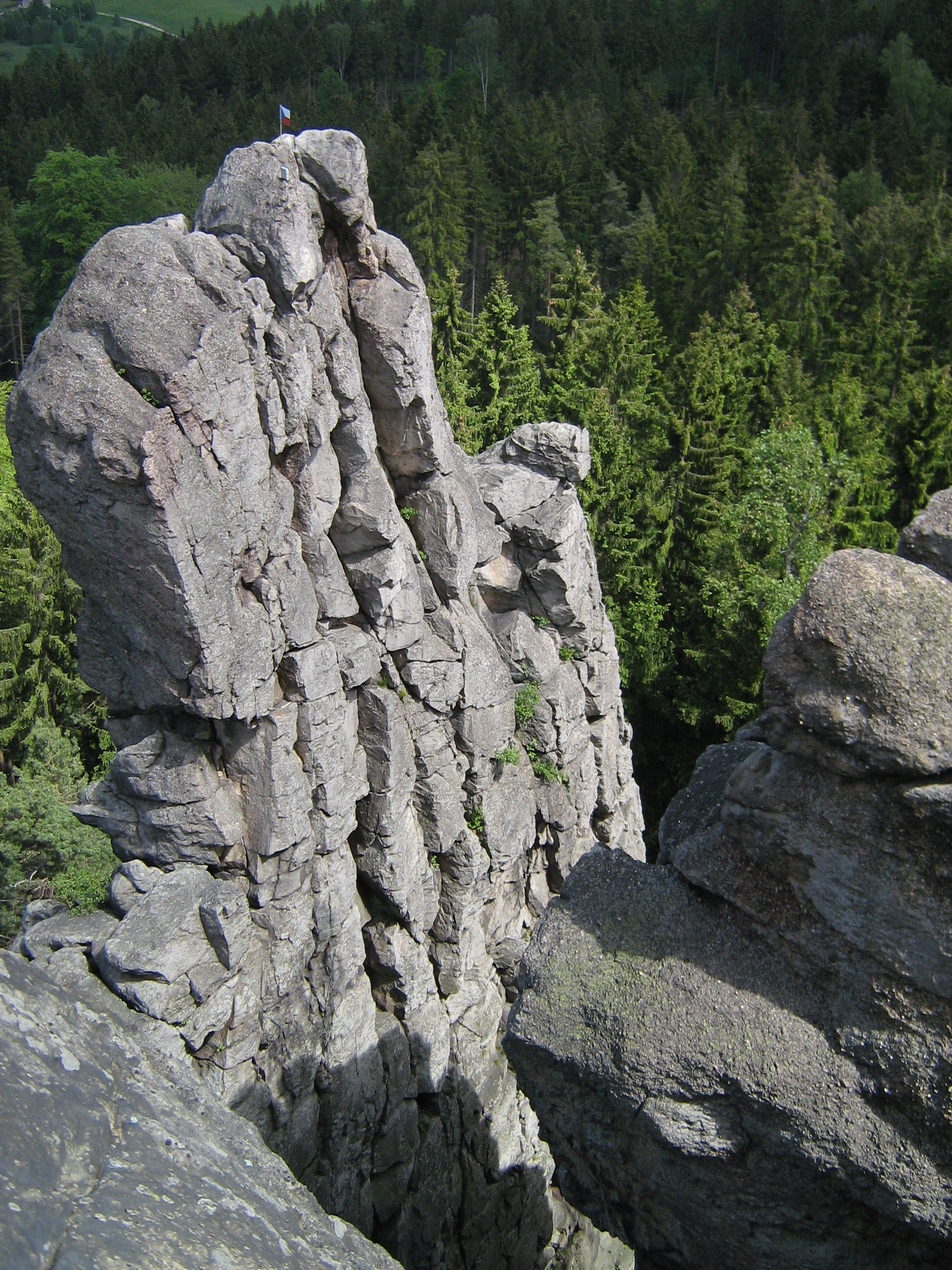
Die Fellerwand in den Rabensteinen

## Name
Vor 1938 hieß der Ort im Tschechischen nur Sedlo (Paß). Erst als nach dem Zweiten Weltkrieg die tiefer liegende Gemeinde Spittelgrund in Dolní Sedlo (etwa „Unterpass“) umbenannt wurde, wurde aus Sedlo Horní Sedlo (etwa „Oberpass“).

## Geschichte
Der Ort wurde 1628 erstmals urkundlich erwähnt, als er zur Herrschaft Grafenstein (Grabštejn) gehörte. An der von Deutsch Gabel (Jablonné v Podještědí) nach Grottau führenden Handelsstraße hatten wahrscheinlich Waldarbeiter an der Passhöhe die ersten Häuser gebaut, um kürzere Wege zu ihren Arbeitsstätten zu haben. 1727 gesellte sich zu den sechs vorhandenen Häusern ein Straßengasthof. 1788 waren es schon neun, und 1823 23 Häuser. Vor seiner Eingemeindung nach Hrádek nad Nisou war Paß ab 1848 ein Teil der Gemeinde Spittelgrund (Dolní Sedlo). Im Jahr 1869 hatte das Dorf 166 Einwohner, 1900 waren es nur noch 119.
Über die strategisch wichtige Passstraße zogen in den Kriegsjahren zahlreiche Truppen, so zum Beispiel im Juni 1813 Fürst Poniatowski und seine polnische Abteilung. 1866 folgten im Deutschen Krieg die Preußen. Nach der Vertreibung der deutschen Bewohner sank die Einwohnerzahl drastisch. Im Jahr 1947 erhielt das Dorf den neuen Namen Horní Sedlo. 1950 hatte Horní Sedlo lediglich 46 Einwohner. Bis 1991 sank deren Zahl noch auf 25. Im Jahre 2001 bestand das Dorf aus 14 Häusern, in denen 28 Menschen lebten.

## Ortsgliederung
Horní Sedlo ist Teil des Katastralbezirkes Dolní Sedlo.

## Sehenswürdigkeiten
Etwa 1739 ließ die Familie Andersch aus Spittelgrund eine kleine Kapelle mit quadratischem Grundriss errichten, die 1890 ein Türmchen erhielt. Gegenüber der Kapelle wurde um das Jahr 1919 die Gaststätte „Zur schönen Aussicht“ („U Krásné vyhlídky“) erbaut.
Neben der Kapelle steht ein 1832 gepflanzter Lindenbaum, dahinter ein 1937/38 errichteter Betonbunker der einstigen tschechoslowakischen Grenzbefestigung.
In der Nähe des Ortes befinden sich die Kletterfelsen Skaly u Horní Sedlo (Oberwegsteine), der 565 m hohe Felsgipfel Popova skála (Pfaffenstein) oberhalb des Krásný důl (Kaisergrund) und die 499 m hohen Vraní skály (Rabensteine) sowie der Klettersteig „Stezka horolezců“.